# Pilisszentlélek
Pilisszentlélek (szlovákul: Hut(a), németül: Glasshütte, a köznyelvben Huta) egykori község, 1985 óta Esztergom része. Hivatalos neve 1907-ig Szentlélek volt, de használták a Szent-Lélek, Huta-Szent-Lélek formákat is. 2016-tól a település azáltal szerzett nagyobb ismertséget, hogy itt forgatják A mi kis falunk című vígjátéksorozatot.
2006 óta saját irányítószáma van: 2508. Belterülete 275 hektár, külterülete 820 hektár. Lakosainak száma a 2022-es népszámlálás adatai szerint 291 fő volt.

## Fekvése
A kistelepülés a Dunazug-hegyvidék, azon belül a Pilis és a Visegrádi-hegység határán, a Szentléleki-patak völgyében, Esztergom belvárosától 9 km-re délkeletre fekszik, az 1111-es út mentén (amelyről a 11 124-es számú bekötőúton érhető el), a Duna–Ipoly Nemzeti Park területén, Pest vármegye határa mellett.
Területén az 1111-es útnak két nagyobb hídja is található: a falutól délre a pilisszentléleki völgyhíd, illetve Esztergom irányában a Szalma híd. Határvonalától nem messze, de még itteni területen ágazik ki az 1111-es útból a Dobogókőig vezető 11 115-ös út.
Elérhető az esztergomi távolsági autóbuszjárattal, gyalog, illetve kerékpártúrával is.

## Története

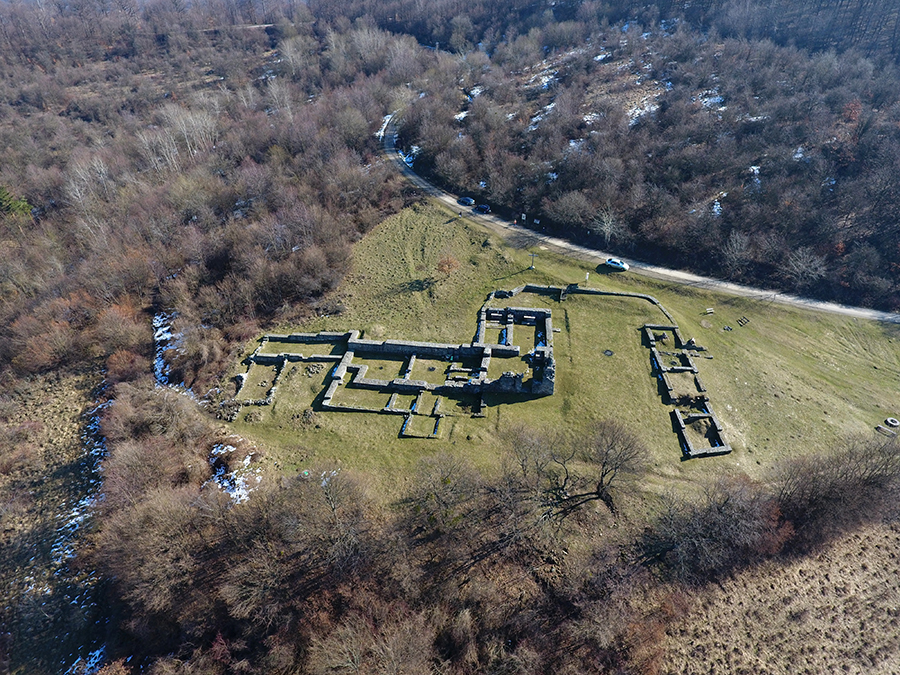
Pálos romok légi fotón (Pilisszentlélek)

A terület már az őskorban is lakott volt, amiről kőeszközök tanúskodnak.
IV. Béla 1263-ban a „Benedekvölgye” nevű erdős völgyet a pilisszentkereszti pálosoknak ajándékozta, hogy monostorrá alakítsák az Árpád-házi királyok vadászkastélyát, amellyel IV. László uralkodása alatt, 1287-ben készültek el. Romjai ma is megvannak. Az itt létesült kolostor szolgálatára a birtokra parasztokat telepítettek, így alakult ki a patak mentén a falu. Utóbb Károly Róbert, majd 1378-ban Nagy Lajos király a monostort gazdagon megajándékozta. A 15. században a helység Pilis vármegyéhez tartozott. A török világában, 1541–43 táján elpusztult, elnéptelenedett. A 18. század elején a pesti pálosok birtokába került, akik tótokat telepítettek ide a Felvidékről, Nyitra környékéről. Ekkor a település üveghutájáról volt ismert.
A pálos rend feloszlatása után a vallásalap birtoka lett, és annak földesúri hatósága alá tartozott 1848-ig. 1790-ben a pálosokat a ferencrendiek váltották fel a lelkészkedésben. Ekkor már iskolája is volt a községnek. Plébániája 1810-ben alakult, temploma 1857-ből való. Az óvoda 1912-ben, az iskola és a könyvtár 1936-ban nyitotta meg kapuit. A pálos kolostor romjait az 1928–33 évi ásatások alkalmával részben feltárták, majd visszatemették. A falu a második világháború alatt jelentős harcok színtere volt. A kolostor ma látható romjait 1985-ben tárták fel, és az oltárt is ekkor szentelték fel. A településrész teljes szennyvízcsatorna-hálózata 2007-re készül el.
Területén számos barlang található: Tűfok-barlang, Bivak-barlang, Legény-barlang és Leány-barlang, amelyek a történelem során rablótanyául szolgáltak. Feltárások szerint a Legény-barlangban egykor titkos pénzverde működött.

## Légi felvételek a pálos romokról

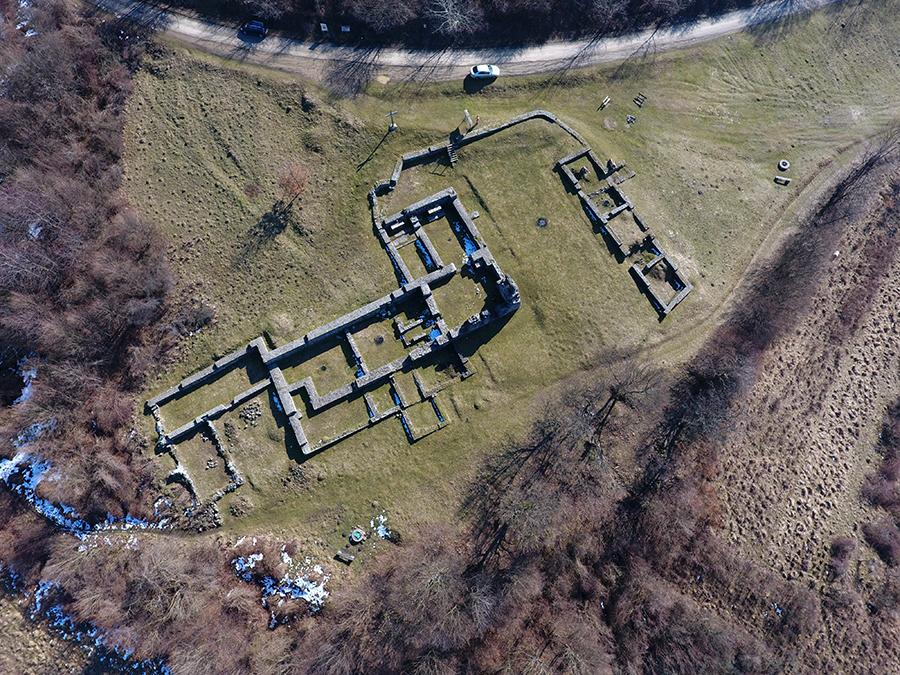
Pálos romok légi felvételen (Pilisszentlélek)
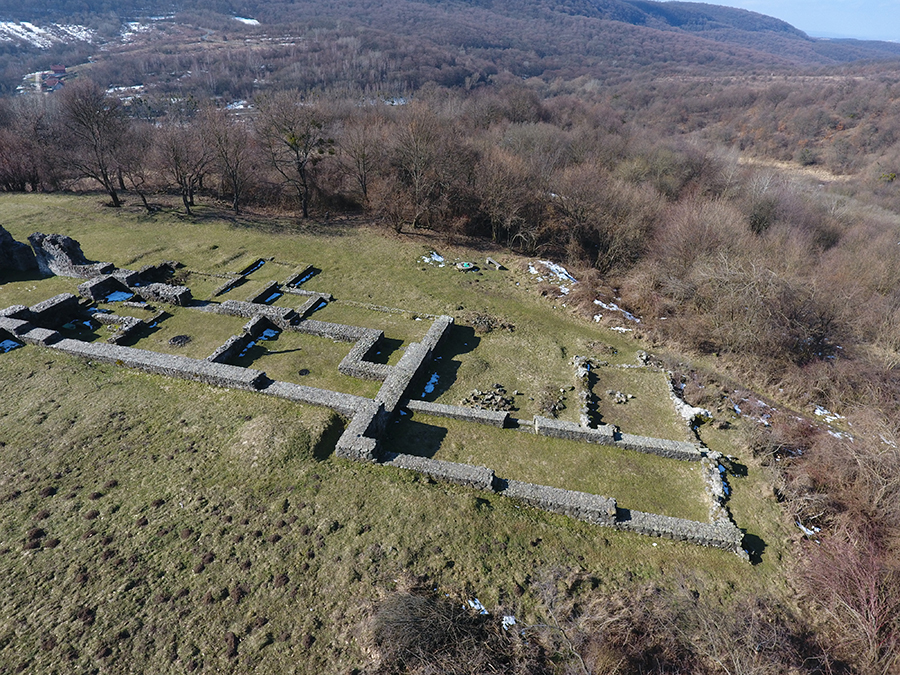
Pálos romok madártávlatból (Pilisszentlélek)
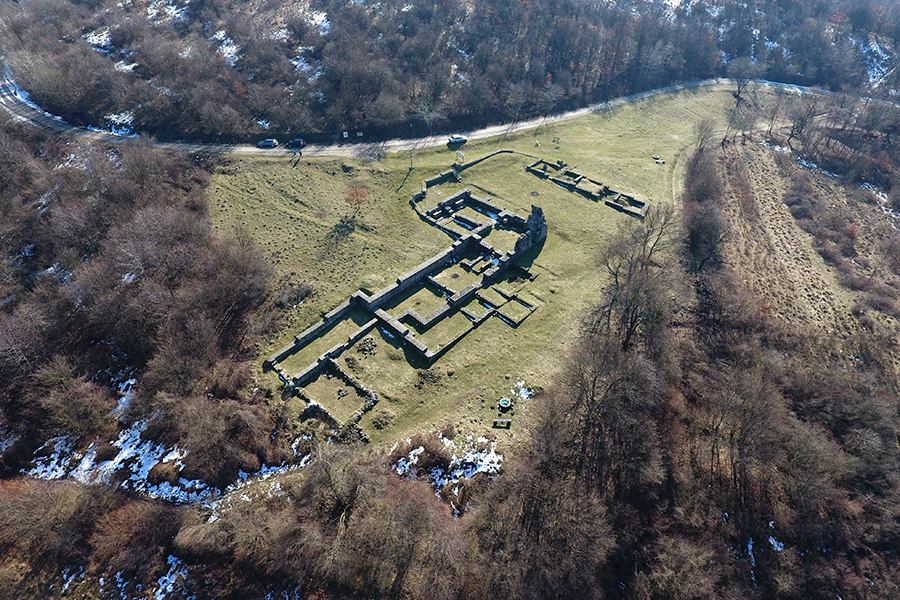
Pilisszentlélek, pálos romok - légi fotó

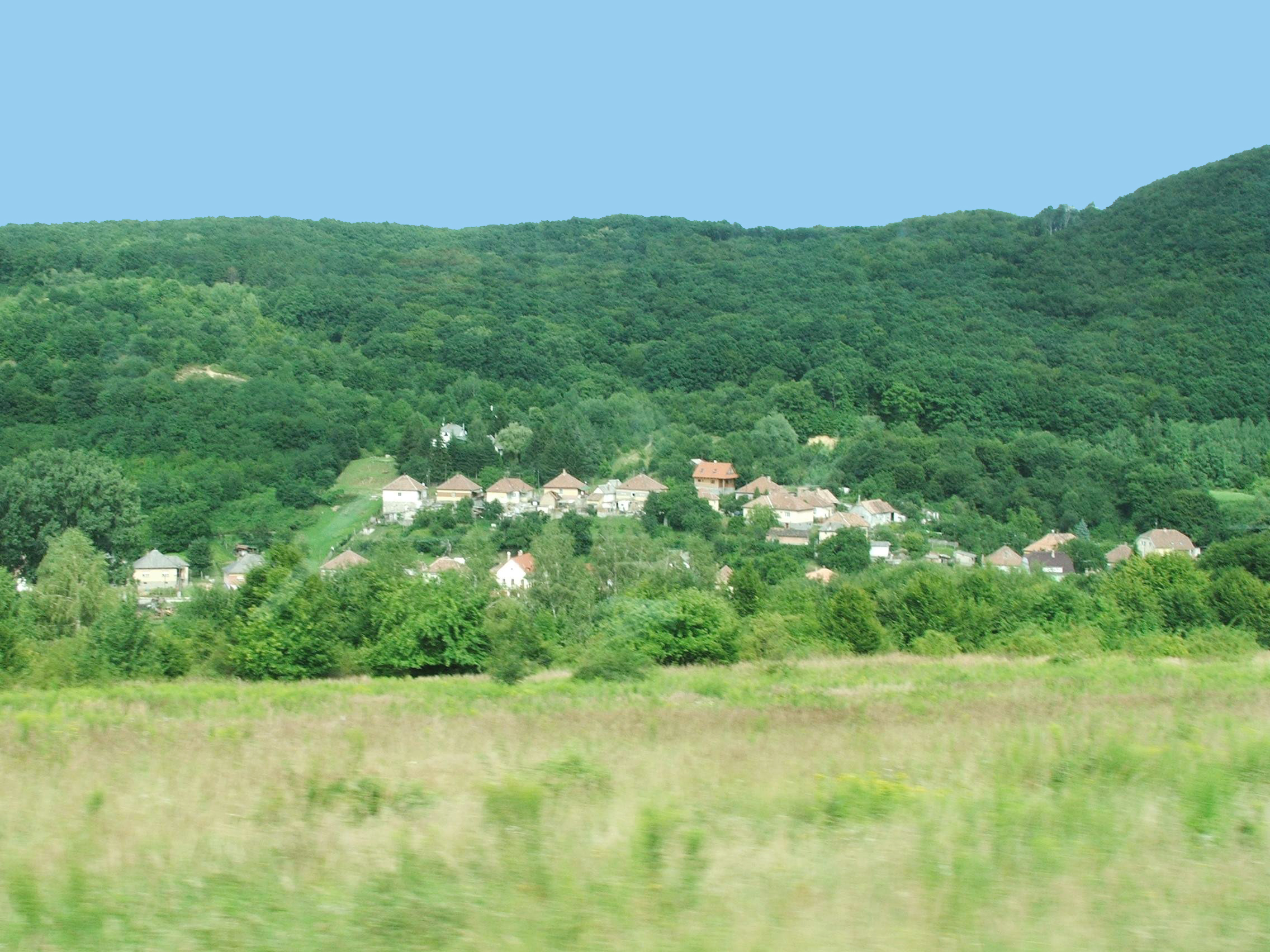
A dobogókői útról

## Lakónépesség

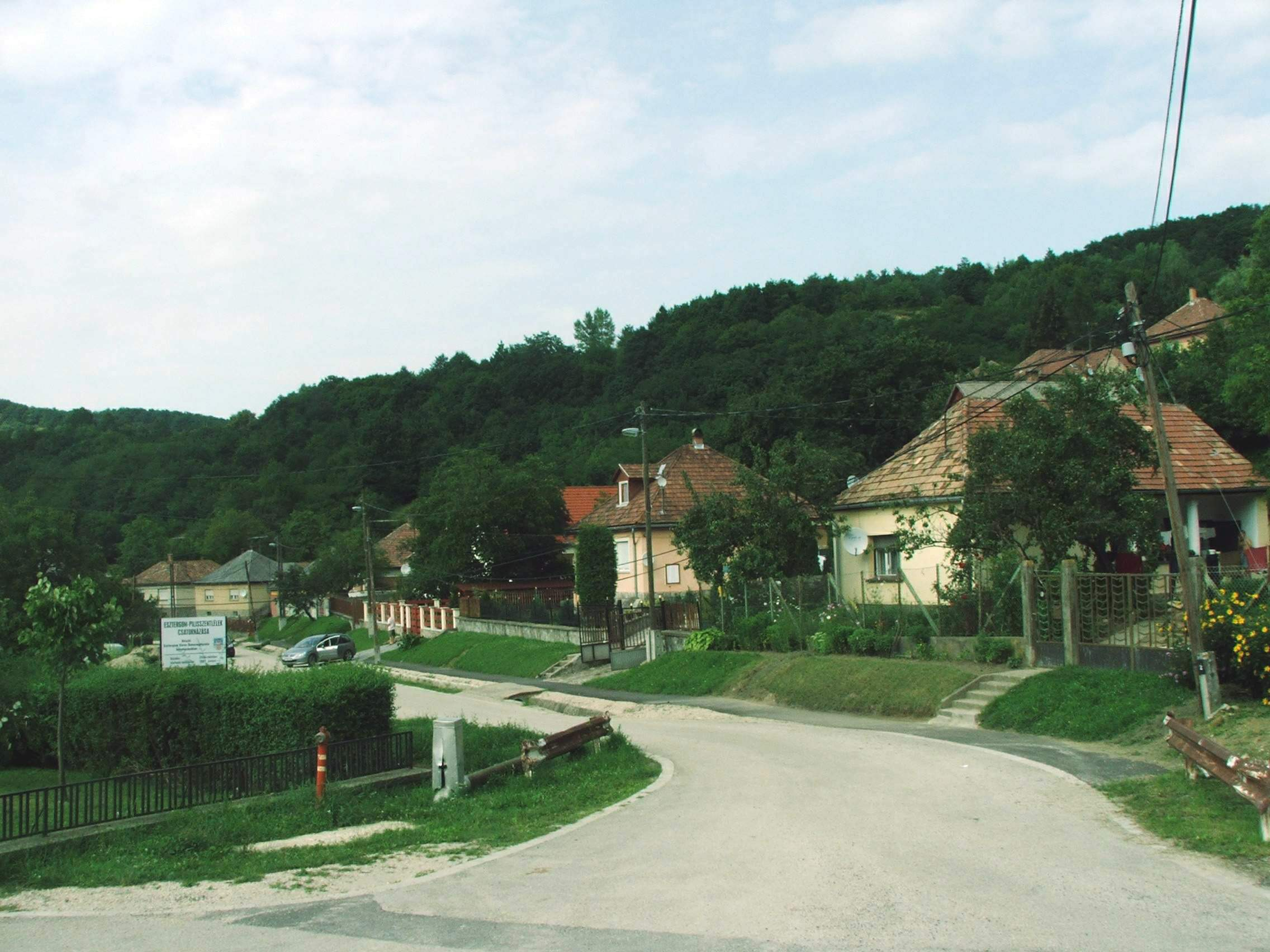
Szentléleki utcarészlet

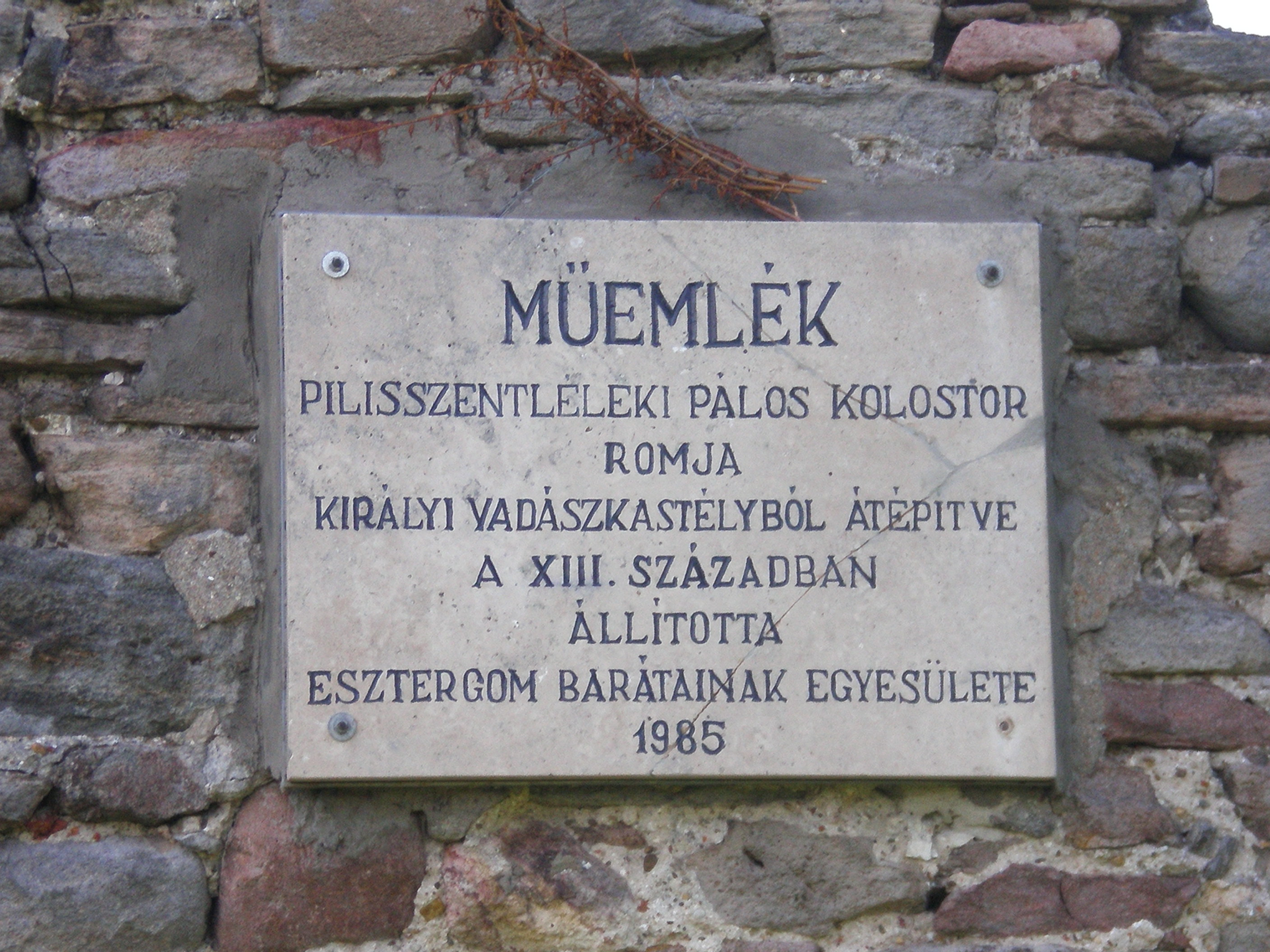
A kolostor falán elhelyezett emléktábla

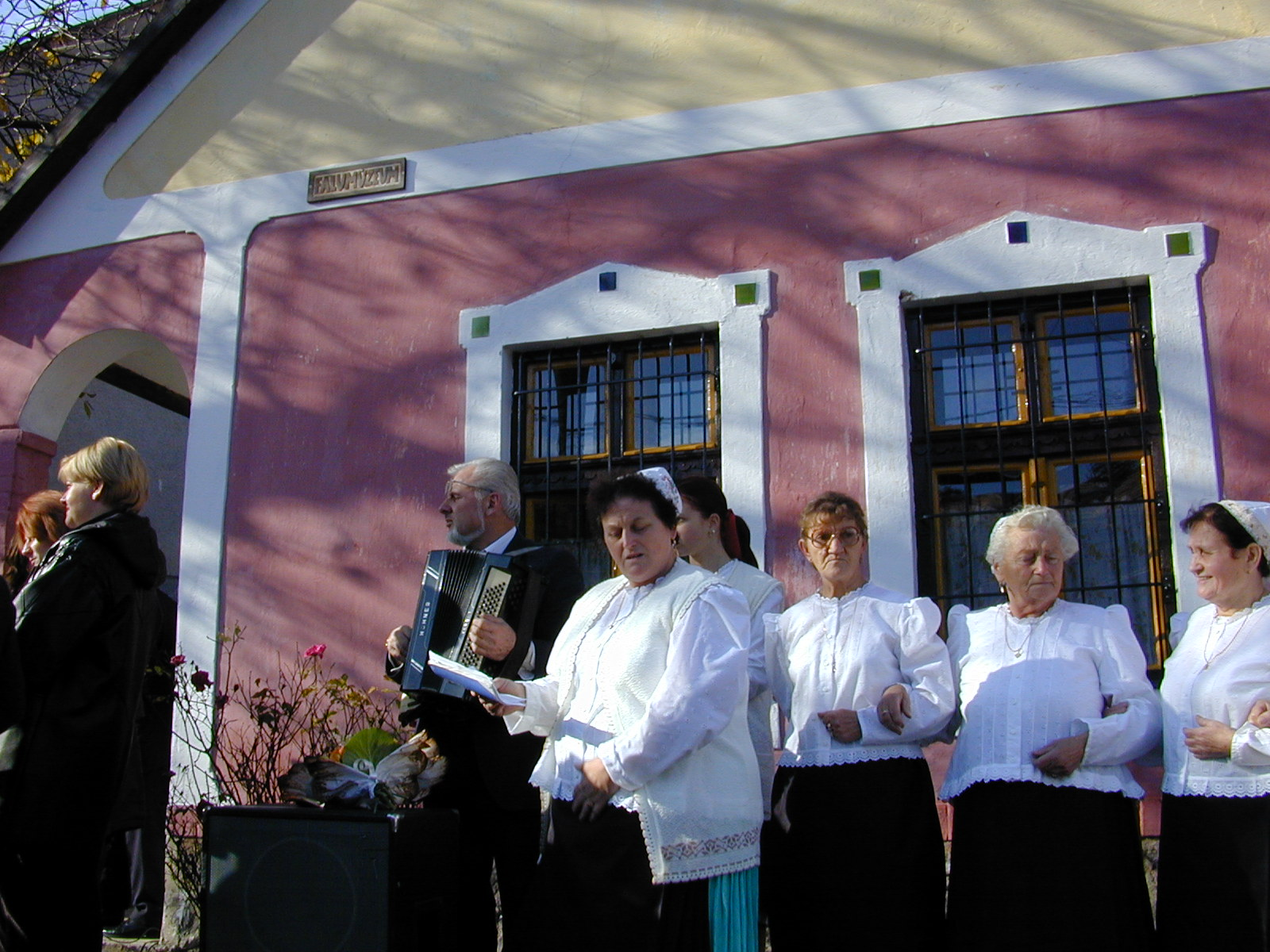
Szlovák tájház

| Év      | Lakosság, esemény                                                                                 |
| ------- | ------------------------------------------------------------------------------------------------- |
| 1740    | 16 család                                                                                         |
| 1752    | 20 család                                                                                         |
| 1784-87 | 207 fő                                                                                            |
| 1900    | 337 fő                                                                                            |
| 1930    | 4,7% magyar, 92,6% szlovák nemzetiségű                                                            |
| 1947-48 | Egy lakosságcsere-egyezmény keretében 183 szlovák nemzetiségű lakost telepítettek Csehszlovákiába |
| 1949    | 600 fő                                                                                            |
| 1985    | 459 fő                                                                                            |
| 2001    | 328 fő                                                                                            |
| 2011    | 319 fő                                                                                            |
| 2022    | 291 fő                                                                                            |

## Látnivalók
- A pálos kolostor romjai
- Szlovák tájház (Pilisszentlélek)
- Határában van a mexikói erdőőrlak.

## Érdekesség
Itt forgatták A mi kis falunk című sorozatot, illetve a Szívzűr című filmet.
Az Isteni műszak című, 2012-ben forgatott film elején (03:09-nél) feltűnik a Polgármesteri hivatal.